# FlyBosnia
FlyBosnia — колишня авіакомпанія Боснії і Герцеговини, що мала штаб-квартиру у Сараєво та базу в аеропорту Сараєво.

## Історія
FlyBosnia була заснована в листопаді 2017 року і отримала сертифікат експлуатанта 15 січня 2019 року від Боснійського управління авіації. FlyBosnia отримала свій перший A319-100 у грудні 2018 року, а перший свій пасажирський рейс виконав 2 лютого 2019 року.
Авіакомпанія станом на листопад 2019 року переживала великі фінансові проблеми і вже мала була звільнити 40 відсотків робітників. Літаки було повернено орендодавцю наприкінці жовтня.
У серпні 2020 року FlyBosnia оголосила про припинення всіх своїх регулярних маршрутів, залишивши лише чартерні рейси до Кувейту та Анталії. Її єдиний літак, Airbus A319-100, мав бути утилізований і замінений згідно з контрактом на оренду з обслуговуванням, щоб створити більш широку мережу чартерних напрямків у 2021 році. Також було призначено нового генерального директора. У листопаді 2020 року FlyBosnia розірвала контракт з аеропортом Сараєво через несплачені борги та фінансові труднощі. Після переїзду авіакомпанія припинила свою діяльність.
У грудні 2021 року FlyBosnia оголосила про повернення на ринок з рейсами з усіх аеропортів Боснії та Герцеговини до Цюриха та Женеви у Швейцарії. Однак авіакомпанія підтвердила, що ці рейси були шахрайством, оскільки туристичне агентство зі Швейцарії продавало квитки FlyBosnia без їхнього дозволу протягом 2 тижнів.
Наприкінці 2022 року аеропорт Сараєво оголосив тендер на пошук наступної авіакомпанії для FlyBosnia. У жовтні 2022 року влада Боснії відкликала як сертифікат оператора, так і ліцензію на експлуатацію FlyBosnia через два роки після останнього рейсу авіакомпанії.

## Напрямки
FlyBosnia обслуговувала наступні регулярні та чартерні напрямки:
| Держава               | Місто    | Аеропорт            | Примітки                         | Посилання |
| --------------------- | -------- | ------------------- | -------------------------------- | --------- |
| Бахрейн               | Манама   | Бахрейн (аеропорт)  | сезонний                         | [ 11 ]    |
| Боснія та Герцеговина | Мостар   | Мостар (аеропорт)   |                                  | [ 12 ]    |
| Боснія та Герцеговина | Сараєво  | Сараєво (аеропорт)  | хаб                              | [ 13 ]    |
| Єгипет                | Хургада  | Хургада (аеропорт)  | Сезонний чартер З 25 травня 2020 | [ 14 ]    |
| Італія                | Рим      | Рим-Ф'юмічіно       |                                  | [ 15 ]    |
| Кувейт                | Кувейт   | Кувейт (аеропорт)   | Сезонний                         | [ 13 ]    |
| Саудівська Аравія     | Бурайда  | Бурайда (аеропорт)  | Сезонний                         | [ 13 ]    |
| Саудівська Аравія     | Джидда   | Джидда (аеропорт)   | Сезонний                         | [ 16 ]    |
| Саудівська Аравія     | Ріяд     | Ріяд (аеропорт)     |                                  | [ 13 ]    |
| Туніс                 | Монастір | Монастір (аеропорт) | Сезонний чартер                  | [ 17 ]    |
| Туреччина             | Анталія  | Анталія (аеропорт)  | Сезонний чартер з 25 травня 2020 | [ 18 ]    |
| Велика Британія       | Лондон   | Лондон-Лутон        |                                  | [ 19 ]    |

## Флот
Флот на листопад 2019:
| Тип             | В дії | Замовлено | Пасажирів | Примітки |
| --------------- | ----- | --------- | --------- | -------- |
| Airbus A319-100 | 1     | 2         | 138       |          |
| Разом           | 1     | 2         |           |          |